# Лисомиці (гміна)
Гміна Лисоміце (пол. Gmina Łysomice) — сільська гміна у північній Польщі. Належить до Торунського повіту Куявсько-Поморського воєводства.
Станом на 31 грудня 2011 у гміні проживало 9223 особи.

## Площа
Згідно з даними за 2007 рік площа гміни становила 127.34 км², у тому числі:
- орні землі: 69.00%
- ліси: 23.00%

Таким чином, площа гміни становить 10.36% площі повіту.

## Населення
Станом на 31 грудня 2011:
| Опис     | Загалом | Загалом | Чоловіки | Чоловіки | Жінки | Жінки |
| -------- | ------- | ------- | -------- | -------- | ----- | ----- |
| одиниця  | осіб    | %       | осіб     | %        | осіб  | %     |
| все      | 9223    | 100     | 4587     | 49.73    | 4636  | 50.27 |
| міське   | 0       | 100     | 0        |          | 0     |       |
| сільське | 9223    | 100     | 4587     | 49.73    | 4636  | 50.27 |

## Сусідні гміни
Гміна Лисоміце межує з такими гмінами: Хелмжа, Ковалево-Поморське, Любич, Луб'янка, Злавесь-Велька.